# The Ingrate (film 1913 Majestic)
The Ingrate è un cortometraggio muto del 1913 prodotto dalla Majestic Motion Picture Company. Il nome del regista non viene riportato nei credit.

## Produzione
Il film fu prodotto dalla Majestic Motion Picture Company.

## Distribuzione
Distribuito dall'Mutual Film, il film - un cortometraggio di una bobina - uscì nelle sale cinematografiche USA il 12 luglio 1913. In maggio era stato distribuito sul mercato un altro The Ingrate prodotto dalla Nestor Film Company.